# Martin Penc
Martin Penc (* 25. Januar 1957 in Prag) ist ein ehemaliger tschechoslowakischer Radrennfahrer.
Penc, der für den Verein Dukla Prag  startete, gewann 1979 die nationalen Meisterschaften in der Einerverfolgung und der Mannschaftsverfolgung. 1980 errang Martin Penc bei den Olympischen Sommerspielen in Moskau die Bronzemedaille in der Mannschaftsverfolgung, gemeinsam mit Igor Sláma, Teodor Černý und Jiří Pokorný. In der Einerverfolgung kam er bis ins Viertelfinale und schied dort gegen Harald Wolf aus der DDR aus. Im Jahr darauf wurde der tschechoslowakische Bahnvierer (Penc, Aleš Trčka, František Raboň und Jiři Pokorný) Dritter bei den Bahn-Weltmeisterschaften. Bei den UCI-Bahn-Weltmeisterschaften 1985 in Bassano del Grappa wurde Penc Weltmeister im Punktefahren. Bei der Bahn-WM im japanischen Maebashi wurde er Dritter in derselben Disziplin. 1980 siegte er im Velká Cena Evropy, einem internationalen Turnier in der Einerverfolgung. Bei den SKDA-Meisterschaften im Radsport 1979 und 1983 gewann er das Punktefahren.
1990 starteten Penc und der Russe Marat Satybaldijew als erste Profis aus dem ehemaligen Ostblock beim Berliner Sechstagerennen; die Mannschaft belegte Platz fünf.

## Ehrungen
Martin Penc wurde 1985 Gewinner der jährlichen Umfrage zum Král cyklistiky (Radsportkönig) des Radsportverbandes Československý svaz cyklistiky.